# Paul Rudnick
Pour les articles homonymes, voir Rudnick.
Paul Rudnick (né le 29 décembre 1957) est un dramaturge américain, scénariste et romancier. Ses principales pièces sont I Hate Hamlet, Jeffrey, The Most Fabulous Story Ever Told, Valhalla et The New Century.
Il a aussi écrit pour le magazine Première sous le pseudonyme Libby Gelman-Waxner.

## Biographie
Rudnick a grandi dans le canton de Piscataway (New Jersey). Il est ouvertement gay.
Il est l'auteur des romans Social Disease (1986), satire rappelant Vile Bodies d'Evelyn Waugh, I'll Take It (1990), récit de la vie juive en Amérique, et Club Extasy (1997).
Ses principales pièces sont I Hate Hamlet, Jeffrey, The Most Fabulous Story Ever Told, Valhalla et The New Century.
Plusieurs de ses pièces ont été adaptées au cinéma ou à la télévision.
Il a écrit les premières ébauches du scénario de Sister Act, réalisé par Emile Ardolino, mais il a quitté le projet avant son achèvement, se distanciant du produit final en choisissant le pseudonyme de Joseph Howard pour le crédit d'écriture.

## Romans
- 1986 : Social Disease
- 1990 : I'll Take It
- 1997 : Club Extasy

## Filmographie

### Scénariste
- 1992 : Sister Act d'Emile Ardolino
- 1993 : Les Valeurs de la famille Addams (Addams Family Values) de Barry Sonnenfeld
- 1995 : Jeffrey de Christopher Ashley, d'après sa pièce
- 1997 : In and Out de Frank Oz
- 2000 : Isn't She Great d'Andrew Bergman
- 2002 : I Hate Hamlet de Joel Schriber, d'après sa pièce
- 2003 : Marci X de Richard Benjamin
- 2004 : Et l'homme créa la femme (The Stepford Wives) de Frank Oz
- 2016 : I Shudder (téléfilm) de Michael Patrick Jann
- 2020 : Coastal Elites (téléfilm) de Jay Roach
- 2021 : I Hate Hamlet (court métrage) de Ian Thomas Dunn

### Producteur
- 1991 : Hi Honey, I'm Dead (téléfilm) d'Alan Myerson
- 1995 : Jeffrey de Christopher Ashley, d'après sa pièce
- 2016 : I Shudder (téléfilm) de Michael Patrick Jann
- 2020 : Coastal Elites (téléfilm) de Jay Roach